# Aarão ben Benjamim
Aarão ben Benjamim (m. 1691) foi um rabino de Praga, do século XVII, no Reino da Boêmia. Escreveu uma obra chamada O Monumento de Aarão (Zikron Aharon), na qual dá instruções de como agir quando a morte de aproxima, por volta de 1683.